# Włodzimierz Brayczewski

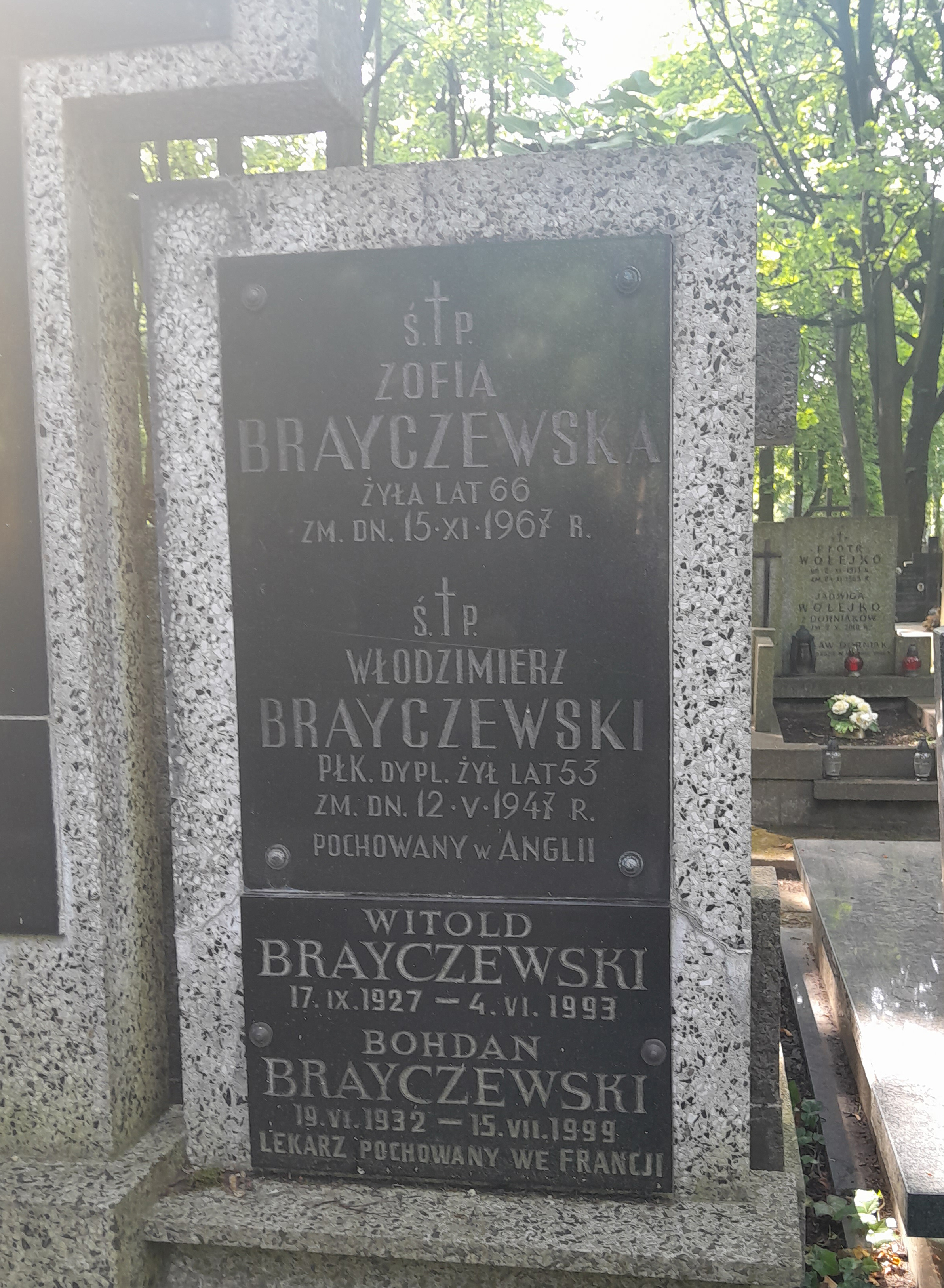
Symboliczny grób płk. Włodzimierza Brayczewskiego na Starych Powązkach.

Włodzimierz Brayczewski (ur. 29 stycznia 1894 w Olkuszu, zm. 12 maja 1947 w Northwich) – podpułkownik dyplomowany piechoty Wojska Polskiego II Rzeczypospolitej i Polskich Sił Zbrojnych; uczestnik walk I wojny światowej, wojny polsko-ukraińskiej, wojny polsko-bolszewickiej 1919–1920 oraz kampanii wrześniowej 1939 roku, kawaler Orderu Virtuti Militari.

## Życiorys

### Młodość
Urodził się w Olkuszu (w ówczesnym województwie kieleckim) jako syn Brunona i Konstancji Konstantynowiczówny. W roku 1906 rozpoczął naukę w Gimnazjum Państwowym w Łucku. W tym samym okresie rozpoczął działalność w nielegalnych polskich organizacjach niepodległościowych i samokształceniowych. Jako delegat tych organizacji brał udział, w 1912 r. w Kijowie, w powszechnym zjeździe delegatów polskich uczniowskich organizacji samokształceniowych z obszaru Wołynia, Podola i Ukrainy. W latach 1913–1914 zajmował stanowisko kierownicze w Uczniowskiej Korporacji Polskiej w Łucku. Zdał maturę i rozpoczął studia na Wydziale Prawa i Nauk Politycznych Uniwersytetu Warszawskiego. W maju 1915 r. został powołany do armii carskiej.

### I wojna światowa
Po ukończeniu szkoły oficerskiej, w dniu 1 września 1915 r. otrzymał stopień chorążego. Do kwietnia 1917 r. przebywał na froncie i uczestniczył w walkach z wojskami niemieckimi i austro-węgierskimi. W tym czasie starał się o przeniesienie do polskich formacji wojskowych walczących u boku Rosji. W kwietniu 1917 r. otrzymał przydział do 1 Pułku Strzelców Polskich, dowodzonego przez płk. Lucjana Żeligowskiego. Od maja do lipca 1917 r. brał czynny i bezpośredni udział w walkach – w składzie Dywizji Strzelców Polskich. Uczestniczył między innymi w bitwach z Niemcami i Austriakami pod Husiatynem, Kuropatnikami, Baranówką i Czabarówką. Wyróżnił się podczas walk pod Czabarówką, kiedy to dowodząc 10 kompanią 1 Pułku Strzelców Polskich utrzymał swoje stanowiska, mimo strat sięgających 30% stanu kompanii. Następnie, już w ramach 1 Dywizji Strzelców Polskich I Korpusu Polskiego, walczył z bolszewikami, nadal dowodząc kompanią w 1 PSP. W czerwcu 1918 r. po rozbrojeniu I Korpusu Polskiego został internowany przez Niemców w Poniemoniu na Litwie Kowieńskiej. Zwolniony z obozu internowania, od 1 lipca 1918 r. do początkowych dni listopada tr. przebywał w miejscowości Komary w powiecie wołkowyskim, będąc inwigilowanym przez władze niemieckie. W listopadzie 1918 r. przedarł się do Białegostoku i skupił wokół siebie byłych wojskowych z I Korpusu Polskiego. Nawiązał kontakt z miejscowymi organizacjami niepodległościowymi, uczestniczył w rozbrajaniu okupantów na terenie województwa białostockiego oraz w zajęciu stacji kolejowej Białystok i innych obiektów kolejowych. Około 24 listopada 1918 r. podporządkował się miejscowemu komendantowi Polskiej Organizacji Wojskowej i wziął udział w akcji opanowania białostockich składów broni i amunicji, co przyczyniło się do liczebnego rozrostu miejscowych oddziałów POW i poprawy stanu ich uzbrojenia. 28 listopada 1918 r. wyjechał z Białegostoku.

### Wojna polsko-ukraińska i polsko-bolszewicka
Do odrodzonego Wojska Polskiego wstąpił jako oficer w dniu 1 grudnia 1918 roku. Z dniem 8 grudnia 1918 r. został na mocy rozkazu Szefa Sztabu Generalnego – gen. dyw. Stanisława Szeptyckiego – przydzielony do Piotrkowskiego Okręgowego pułku piechoty. W tym samym miesiącu został powołany na dowódcę 10 kompanii strzeleckiej w tworzonym (na bazie Piotrkowskiego Okręgowego pp) 26 pułku piechoty. Równocześnie pełnił wówczas obowiązki dowódcy III batalionu 26 pp. W szeregach tegoż pułku wziął udział w wojnie polsko-ukraińskiej i wojnie polsko-bolszewickiej. W działaniach wojennych uczestniczył do sierpnia 1920 roku. W dniu 23 czerwca 1920 r. por. Włodzimierz Brayczewski, dowodzący 10 kompanią 26 pp, otrzymał rozkaz z dowództwa III batalionu swego pułku zajęcia i utrzymania wysuniętej pozycji w lesie na wschód od stacji kolejowej Rudnia-Radowelśka. Następnego dnia o godz. 1.00 w nocy bolszewicki 224 pułk piechoty wsparty baterią dział zaatakował pozycje 10 kompanii. Porucznik Brayczewski konno objeżdżał zagrożone placówki i mimo niekorzystnego położenia utrzymał swe pozycje, a o godzinie 4.00 po otrzymaniu wzmocnienia w postaci plutonu z rezerwowej 5 kompanii, siłami 3 plutonów wykonał kontratak. Podczas niego zdobył trzy karabiny maszynowe i zadał wrogowi duże straty, zmuszając go do panicznej ucieczki. Z przechwyconego później nieprzyjacielskiego raportu wynikało, że 224 pułk piechoty został kompletnie rozbity, a swoją bezładną ucieczką zdemoralizował również stojący za nim w rezerwie kolejny pułk bolszewicki. W sierpniu 1920 r. Włodzimierz Brayczewski został ciężko ranny w goleń i skierowany do szpitala. Dekretem Naczelnego Wodza L.2647 z dnia 28 lutego 1921 r. został odznaczony, za męstwo wykazane w walce pod Rudnią-Radowelśką, Krzyżem Srebrnym Orderu Wojskowego Virtuti Militari.

### Okres międzywojenny
7 września 1920 roku dowódca Okręgu Generalnego Kielce zezwolił por. Brayczewskiemu na zawarcie małżeństwa z Zofią Grzębówną z Piotrkowa. Na ten czas pełnił już służbę w baonie zapasowym 26 pp w Radomsku. Na mocy rozkazu L.1285 wydanego w dniu 4 grudnia 1920 roku przez ministra spraw wojskowych – gen. por. Kazimierza Sosnkowskiego – porucznik piechoty Włodzimierz Brayczewski został formalnie przeniesiony z byłego Piotrkowskiego Okręgowego Pułku Piechoty do batalionu zapasowego 26 pułku piechoty.
Na etacie lwowskiego 26 pułku piechoty znajdował się do końca 1929 roku, będąc w tym okresie kilkukrotnie oddelegowywanym. Na dzień 1 czerwca 1921 r. pełnił (w randze porucznika) służbę w Dowództwie Okręgu Generalnego Kielce. Dekretem Naczelnika Państwa i Wodza Naczelnego z dnia 3 maja 1922 r. (dekret L. 19400/O.V.) został zweryfikowany w stopniu kapitana ze starszeństwem z dniem 1 czerwca 1919 r. i 512. lokatą w korpusie oficerów piechoty. W roku 1923 pełnił służbę w Oddziale II Sztabu Dowództwa Okręgu Korpusu Nr X w Przemyślu, pozostając na ten czas oficerem nadetatowym 26 pp (zajmował wówczas 447. lokatę wśród kapitanów korpusu piechoty). W 1924 r. przeszedł pięciomiesięczne szkolenie na 8. kursie doskonalenia młodszych oficerów piechoty w Chełmnie.
W 1924 r. otrzymał działkę o powierzchni 15,128 ha w majątku Kaledicze (na terenie dawnej Ordynacji Roskiej w powiecie wołkowyskim). Działką tą w początkowym okresie gospodarował jego kuzyn.
Rozporządzeniem Prezydenta RP Stanisława Wojciechowskiego z dnia 1 grudnia 1924 roku został awansowany do stopnia majora, ze starszeństwem z dniem 15 sierpnia 1924 r. i 155. lokatą w korpusie oficerów piechoty. Na dni 29 i 30 maja oraz 2 czerwca 1925 r. powołany został do zdawania egzaminu wstępnego do Wyższej Szkoły Wojennej na kurs normalny 1925/27.
Z dniem 1 sierpnia 1925 r., jako major 26 pp, został zatwierdzony na stanowisku dowódcy kompanii szkolnej podchorążych rezerwy w Batalionie Szkolnym Piechoty Okręgu Korpusu Nr VI. Rozporządzeniem Ministra Spraw Wojskowych opublikowanym w dniu 20 września 1926 r. został wyznaczony na stanowisko dowódcy Batalionu Szkolnego Piechoty Nr 6, z pozostawieniem w korpusie oficerów piechoty jako nadetatowy oficer 26 pp. Marszałek Józef Piłsudski zarządzeniem ogłoszonym w dniu 23 grudnia 1927 r. przeniósł mjr. Brayczewskiego do kadry oficerów piechoty, z pozostawieniem na dotychczas zajmowanym stanowisku. W 1928 roku służył w Batalionie Podchorążych Rezerwy Piechoty Nr 6 w Zaleszczykach (był to dawny Batalion Szkolny Piechoty Nr 6 po kolejnej zmianie nazwy), zajmując w tym czasie 137. lokatę wśród majorów piechoty ze swego starszeństwa. Zarządzeniem Prezydenta Rzeczypospolitej Ignacego Mościckiego z dnia 10 listopada 1928 r. odznaczony został Złotym Krzyżem Zasługi, w uznaniu zasług położonych na polu pracy w poszczególnych działach wojskowości.
Zarządzeniem Ministra Spraw Wojskowych opublikowanym w grudniu 1929 r., po ukończeniu kursu próbnego i odbyciu przewidzianego stażu liniowego, major Brayczewski został przyjęty do Wyższej Szkoły Wojennej w Warszawie, w charakterze słuchacza 2 letniego kursu 1929/31 (X Kurs Normalny). W roku 1930, jako słuchacz WSWoj., zajmował 161. lokatę łączną pośród majorów korpusu piechoty (była to jednocześnie 86. lokata w starszeństwie). Z dniem 1 września 1931 r., po ukończeniu kursu i otrzymaniu dyplomu naukowego oficera dyplomowanego, został przeniesiony do Wyższej Szkoły Wojennej w Warszawie na stanowisko wykładowcy. Był między innymi asystentem nauczania przedmiotu „służba sztabów” (na I roczniku). Za ten okres był pozytywnie opiniowany przez komendanta WSWoj. gen. bryg. Tadeusza Kutrzebę. W roku 1932 zajmował 60. lokatę w swoim starszeństwie, wśród majorów korpusu piechoty, a na dzień 1 lipca 1933 r. – 53. lokatę w starszeństwie (była to 83. lokata łączna pośród majorów piechoty). Zarządzeniem Ministra Spraw Wojskowych ogłoszonym dnia 7 czerwca 1934 r. został przeniesiony z WSWoj. do 32 pułku piechoty z Modlina, na stanowisko dowódcy III batalionu detaszowanego w Działdowie. Prezydent Rzeczypospolitej, zarządzeniem z 27 czerwca 1935 r. awansował mjr. dypl. Włodzimierza Brayczewskiego na podpułkownika, ze starszeństwem z dnia 1 stycznia 1935 r. i 8. lokatą w korpusie oficerów piechoty. Jako oficer 32 pułku piechoty zajmował w dniu 5 czerwca 1935 roku – 266. lokatę łączną wśród podpułkowników piechoty (była to 8. lokata w starszeństwie). Zarządzeniem Kierownika Ministerstwa Spraw Wojskowych opublikowanym w sierpniu 1935 r., ppłk dypl. Brayczewski został przeniesiony (z dniem 15 września 1935 r.) z 32 pułku piechoty i skierowany ponownie do Wyższej Szkoły Wojennej, w której wykładał operacyjną służbę sztabów. W marcu 1939 roku piastował stanowisko kierownika przedmiotu „służba sztabów” na II kursie (kurs doskonalący dla oficerów dyplomowanych przy WSWoj. 1938–1939). Na dzień 23 marca 1939 r. klasyfikowany był na 8. pozycji wśród podpułkowników piechoty w swoim starszeństwie. W lipcu 1939 r. objął dowództwo 14 pułku piechoty we Włocławku.

### II wojna światowa
Na czele 14 pułku piechoty walczył w kampanii wrześniowej. Dowodził pułkiem podczas walk w korytarzu pomorskim (bitwy pod Mełnem i Grutą) i odwrotu przez Wisłę na południowy wschód. 11 września 1939 r. podczas bitwy nad Bzurą, prowadząc natarcie na folwark Przesławice, został ranny w nogę (poniżej kolana). Natarcie to stanowiło fragment zwycięskiej walki 14 pułku piechoty o dwór Walewice. Początkowo pozostawał przy pułku, lecz wskutek pogarszającego się stanu zdrowia został przewieziony do sochaczewskiego szpitala.
Po kapitulacji Warszawy wstąpił w szeregi SZP (ps. „Pejcz”), w której przewidywany był na komendanta obszaru nr I Warszawa, lecz już w dniu 7 listopada 1939 r. został aresztowany przez władze okupanta. Następnie trafił do niemieckiej niewoli, którą przebył w oflagach: II C Woldenberg, VII A Murnau i IX C Molsdorf. W oflagu II C Woldenberg w lipcu 1940 r. rozpoczęła się tajna praca wojskowa. Inicjatorem powstającego ruchu oporu był płk Ignacy Misiąg, ówczesny Najstarszy Obozu. Został on również pierwszym konspiracyjnym dowódcą ruchu oporu, w którym ważną rolę odgrywali szefowie sztabu konspiracyjnego dowódcy. Pierwszym z nich był ppłk dypl. Jan Ciałowicz, a jego następcą na tym stanowisku został ppłk dypl. Włodzimierz Brayczewski. Funkcję tę pełnił do początków 1945 roku, podlegając obozowemu komendantowi ruchu oporu – gen. bryg. Janowi Chmurowiczowi.

### Okres powojenny
Po uwolnieniu z niewoli wstąpił do Polskich Sił Zbrojnych. Początkowo pozostawał w dyspozycji Ekspozytury Oddziału Personalnego Sztabu Naczelnego Wodza, a z dniem 24 lipca 1945 roku został przeniesiony do II Korpusu. Przyjęty do służby czynnej z dniem 29 lipca 1945 r. i przydzielony do Sekcji Oficerów Łączności II Korpusu (Rozkaz Pers. II Korpusu Nr 137/45 z dnia 07.08.1945 r.). Z dniem 2 października 1945 roku został przeniesiony (Rozkaz Pers. II Korpusu Nr 145/45) do Dowództwa II Korpusu (na stanowisko I zastępcy kwatermistrza). Na dzień 31 sierpnia 1946 r. pełnił funkcję II zastępcy kwatermistrza II Korpusu Polskiego. Następnie wyznaczony został na stanowisko pełniącego obowiązki zastępcy dowódcy Grupy Brygadowej Nr 2 (Rozkaz L.dz. 9946/Pers./15.11.1946). Po zdemobilizowaniu ppłk dypl. Włodzimierz Brayczewski zamieszkał w Anglii i wstąpił do Polskiego Korpusu Przysposobienia i Rozmieszczenia. Zmarł 12 maja 1947 roku w Northwich i pochowany został na tamtejszym cmentarzu Northwich Cemetery Cheshire (znajdującym się w dzielnicy Witton). Symboliczny grób ppłk. Brayczewskiego znajduje się na cmentarzu Powązkowskim w Warszawie (kwatera 266-3-15).

## Rodzina
Włodzimierz Brayczewski był żonaty z Zofią Ferdynandą Grzębo (ur. 1901, zm. 15 listopada 1967). Z ich związku narodziło się dwóch synów: Witold Jerzy (ur. 17 września 1927 w Zaleszczykach, zm. 4 czerwca 1993 w Warszawie) – po wojnie powrócił z Polskich Sił Zbrojnych na Zachodzie do Polski oraz Bohdan (ur. 19 czerwca 1932 w Warszawie, zm. 15 lipca 1999 we Francji). Żona Zofia i syn Witold spoczywają na Starych Powązkach w Warszawie. Młodszy syn Bohdan pochowany został we Francji.

## Ordery i odznaczenia
- Krzyż Srebrny Orderu Wojskowego Virtuti Militari nr 528 (1921)[11][60]
- Krzyż Niepodległości (29 grudnia 1933)[61]
- Złoty Krzyż Zasługi (10 listopada 1928)[31][37]
- Odznaka za Rany i Kontuzje[62]
- Medal Zwycięstwa („Médaille Interalliée”)[63][17]
- Medal Pamiątkowy za Wojnę 1918–1921[64]
- Medal Dziesięciolecia Odzyskanej Niepodległości[64]